# Анальний гак

Анальний гачок з нержавіючої сталі

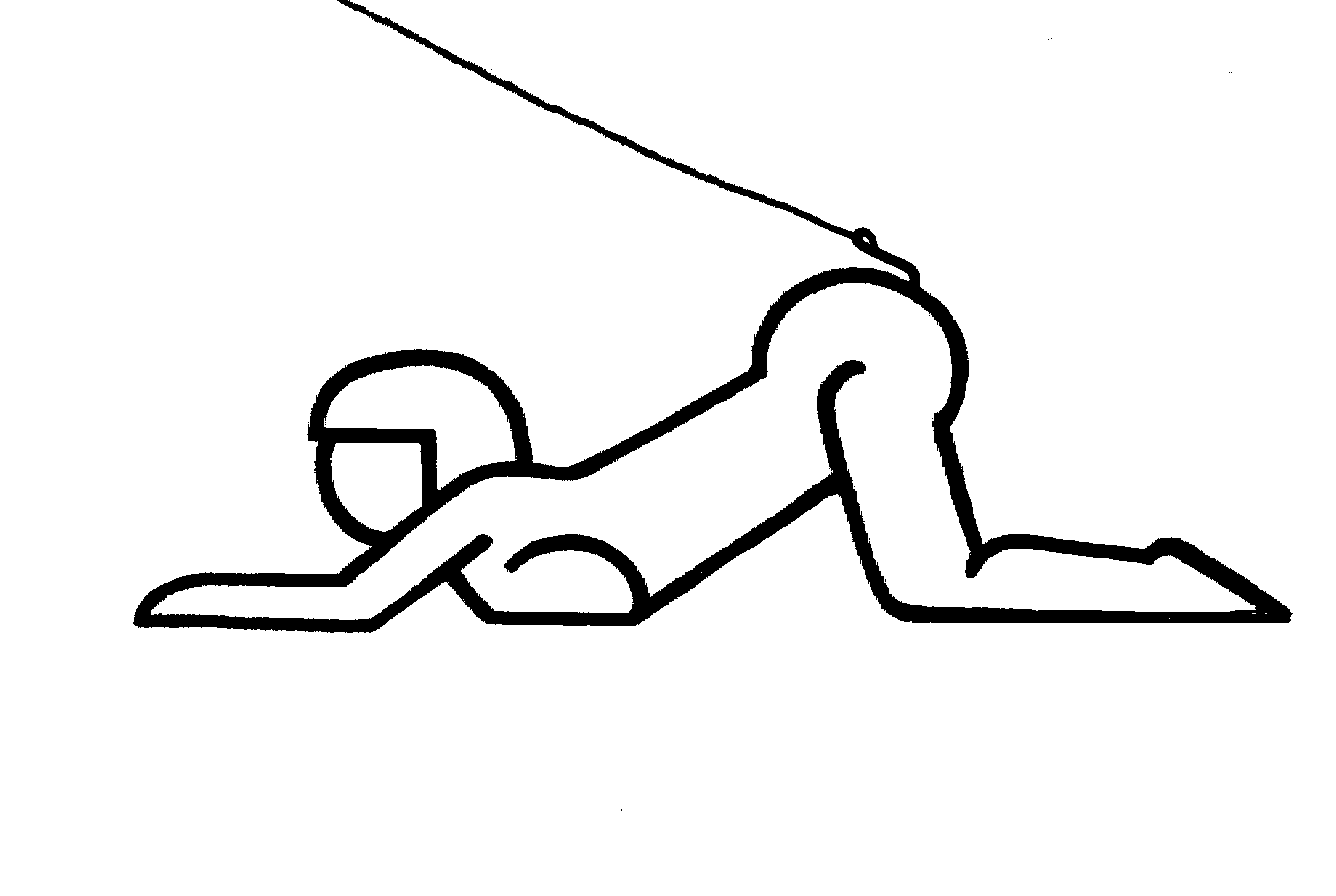
Анальний гак

Анальний гачок або дуповий гачок (англ. Anal hook, ass hook) — це гладкий вигнутий металевий стрижень, часто з металевою кулькою на одному кінці та кільцем на іншому, який використовується для введення в анальний отвір людини для еротичних цілей.